# Referendum über die Assoziation mit den Vereinigten Staaten in Palau im Juni 1987
Das fünfte Referendum über die Assoziation mit den Vereinigten Staaten (Fifth Referendum on the Compact of Free Association) wurde am 30. Juni 1987 in Palau durchgeführt, nachdem die vier vorhergehenden Referenden (1983, 1984, Februar 1986, Dezember 1986) zum Compact of Free Association (COFA, Assoziierungsvereinbarung mit den Vereinigten Staaten) nicht die erforderlichen 75 % Zustimmung erhalten hatten. Die Stimmberechtigten wurden gefragt, ob sie dem Compact of Free Association zwischen Palau und den Vereinigten Staaten, welches am 10. Januar 1986 unterzeichnet worden war, zustimmen könnten. 67,6 % der Stimmberechtigten befürworteten die Assoziierung bei einer Wahlbeteiligung von 76,1 %. Nach dem fünften Scheitern wurde im August 1987 ein Verfassungsreferendum durchgeführt mit dem Ziel, die benötigte Mehrheit zu reduzieren.

## Ergebnis
| Wahl                      | Stimmen | %    |
| ------------------------- | ------- | ---- |
| Dafür                     | 5.574   | 67,6 |
| Dagegen                   | 2.673   | 32,4 |
| Ungültig/nicht abgestimmt | 16      | -    |
| Gesamt                    | 8.263   | 100  |
| Quelle: Nohlen et al.     |         |      |